# Tobias Hansen
Tobias Hansen (født 30. september 1982 i København) er en dansk fodboldspiller, hvis primære position på banen er i forsvaret.

## Spillerkarriere
Tobias Hansen, som er bror til Mikkel Blavnsfeldt (forsvars-/midtbanespiller), har tidligere repræsenteret Kjøbenhavns Boldklub og Fremad Amager på ungdomsplan.
Forsvarsspilleren startede som ung senior i barndomsklubben Fremad Amager i sommerpausen 2002 efter hidtil at have spillet for klubbens U/19-holdstrup. Hansen debuterede dog først på klubbens førstehold i en udebanekamp i 1. division mod Hellerup IK den 6. november 2004 efter en indskiftning i 87. minut (kampen endte 0-0), hvilket blev hans eneste kamp for Fremad Amager. Grundet manglende spilletid skiftede han i vinterpausen 2004/2005 til naboklubben B 1908, hvis førstehold på daværende tidspunkt var placeret i Danmarksserien (DS). Han blev hurtigt en fast mand i førsteholdstruppens DS-kampe og var således med på holdet, der sikrede klubbens tilbagevenden til den tredjebedste i 2006/07-sæsonen, efter 10 års fravær.
Imidlertid nåede Hansen efterfølgende ikke at spille nogen kampe i 2. division Øst, da han ved indgangen til sommeren 2007 tog et halvt år fri fra fodbolden for at rejse til New Zealand for at studere.